# Амоа
Амоа (на френски: Hamois) е селище в Южна Белгия, окръг Динан на провинция Намюр. Населението му е около 6600 души (2006).